# SK Policie Košice
ŠKP Košice (slk. Športový klub polície Košice), također i kao SK Policie, od 2012. godine ŠKP Modrí Draci Košice-Staré Mesto je vaterpolski klub iz Košica, Košický kraj, Slovačka. 

## O klubu
Klub je osnovan 1961. godine pod imenom ČH Košice (odnosno TJ Červená hviezda Košice). Klubu su prethodili klubovi u Košicama naziva "Spartak VV" (osnovan 1954., od 1956. "Spartak Spoj") i "Jednota". "ČH Košice" su bile najuspješniji vaterpolski klub u Čehoslovačkoj. 1990. godine klub dobiva ime ŠKP Košice (slk. Športový klub polície Košice). Osamostaljenjem Slovačke, "ŠKP Košice" su uglavnom pri vrhu državne lige, ali je ne osvajaju. 2012. godine klub se spaja s klubom "KPŠ Akademik Košice-Staré Mesto", te otad djeluje pod imenom ŠKP Modrí Draci Košice-Staré Mesto. Klub konačno u sezoni 2013./14. osvaja slovačku prvu ligu ("Extraliga"). 
 
Pri klubu djeluje i ženska sekcija koja je do 2021. godine bila 7 puta prvak Slovačke, te dva puta Čehoslovačke. 

## Uspjesi
Prvenstvo Slovačke (Extraliga)
- prvak: 2013./14.
- doprvak: 1993., 1999./2000., 2000./01., 2002./03., 2005./06., 2012./13.

Prvenstvo Čehoslovačke
- prvak: 1962., 1963., 1964., 1966., 1967., 1968., 1969., 1970., 1971., 1972., 1973., 1974., 1975., 1976., 1977., 1978., 1979., 1980., 1981., 1982., 1983., 1984., 1985., 1986., 1987., 1988., 1990., 1991., 1992.
- doprvak: 1965., 1989.

Zimsko prvenstvo Čehoslovačke
- prvak: 1965., 1967., 1969., 1970., 1971., 1972., 1977., 1978., 1980., 1981., 1982., 1983., 1985., 1986., 1987., 1988., 1989., 1990.

Kup Slovačke
- pobjednik: 1993., 2012./13., 2013./14.
- finalist: 1999./2000., 2000./01., 2001./02., 2002./03., 2004./05., 2006./07., 2007./08., 2008./09., 2014./15.

## Momčadi
Postava u sezoni 2006./07.: 
 
Dudas, Vidumansky, Suster, Smihula, Belus, Ciernik, Seman, Mester, 
Pataki, Surim, Eschwig-Hajas, Kosik, Krembasky. 
 
Trener: Ladislav Vidumansky 
 
U sezoni 2006/07. klub se natjecao u LENA kupu.

## Vanjske poveznice
- (sl.) modridraci.sk - službene stranice
- (sl.) skpkosiceskpke.estranky.sk
- (sl.) skpke.sk, wayback arhiva
- (sl.) mokralopta.sk, wayback arhiva